# IC 4887
IC 4887 — галактика типу SB? (компактна витягнута галактика) у сузір'ї Павич.
Цей об'єкт міститься в оригінальній редакції індексного каталогу.